# Ústecký kraj
Der Ústecký kraj (deutsch Aussiger Region) ist eine der 14 Regionen Tschechiens. Die Region liegt in Nordböhmen und umfasst die westliche Hälfte des für Tschechien wichtigen nordböhmischen Industriegebietes. Verwaltungssitz ist Ústí nad Labem (Aussig). Die nordwestliche Grenze bildet gleichzeitig die Staatsgrenze zu Deutschland; im Uhrzeigersinn folgen innerstaatlich die Regionen Liberec (Reichenberg), Mittelböhmen, Pilsen und Karlsbad. Die Gesamtfläche beträgt 5.335 km² (6,8 % der Fläche Tschechiens).
Die Region umfasst 354 Gemeinden, darunter 46 Städte. Der Ústecký kraj umfasst die Fläche von sieben ehemaligen Okresy (Politischen Bezirken).

## Geographie

### Lage
Die Grenze zu Deutschland bilden die Gebirge Krušné hory (Erzgebirge), Elbsandsteingebirge und Lužické hory (Lausitzer Gebirge). Im Südosten breiten sich Ebenen aus, die Česká křídová tabule (Böhmische Kreidetafel) mit dem legendären Berg Říp (Georgsberg) und České středohoří (Böhmisches Mittelgebirge). Zentrale Landschaft ist das Nordböhmische Becken. Der größte Fluss im Kreis ist die Elbe mit ihren linken Nebenflüssen Ohře (Eger) und Bílina (Biela) sowie den rechten Nebenflüssen Ploučnice (Polzen) und Kamenice (Kamnitz). Im Kreis gibt es auch Mineralwasser- und Heilwasserquellen. Die größte Wasserfläche bildet der Stausee Nechranická nádrž am Fluss Eger im westlichen Teil des Kreises.
Der höchstgelegene Punkt ist der Berg Klínovec (Keilberg), dessen höchster Punkt sich allerdings im Kreis Karlsbad befindet. Der tiefste natürliche Punkt ist die Oberfläche der Elbe bei Hřensko (Herrnskretschen) (115 m n.m.), gleichzeitig der tiefste Punkt in ganz Tschechien.
Landwirtschaftlich werden 50 % des Bodens genutzt, Wälder bilden 30 %, Wasserflächen 2 %.

### Städte
| Stadt              | Einwohner (1. Januar 2017) |
| ------------------ | -------------------------- |
| Ústí nad Labem     | 92.984                     |
| Most               | 66.768                     |
| Teplice            | 49.697                     |
| Děčín              | 49.521                     |
| Chomutov           | 48.739                     |
| Litvínov           | 24.308                     |
| Litoměřice         | 24.168                     |
| Jirkov             | 19.595                     |
| Žatec              | 19.193                     |
| Louny              | 18.501                     |
| Kadaň              | 17.924                     |
| Bílina             | 17.205                     |
| Varnsdorf          | 15.477                     |
| Klášterec nad Ohří | 14.573                     |
| Roudnice nad Labem | 12.949                     |
| Krupka             | 12.788                     |
| Rumburk            | 11.095                     |
| Štětí              | 8.807                      |
| Lovosice           | 8.735                      |
| Duchcov            | 8.359                      |
| Dubí               | 7.927                      |
| Podbořany          | 6.389                      |
| Šluknov            | 5.611                      |
| Česká Kamenice     | 5.293                      |
| Jílové             | 5.167                      |
| Postoloprty        | 4.735                      |

### Umwelt
Die Industrialisierung vor allem nach dem Zweiten Weltkrieg verursachte hohe Umweltbelastungen. Der Braunkohle-Tagebau beschleunigte die Erosion in dem als Kohlepfanne bezeichneten Nordböhmischen Becken. Die Emissionen führten Anfang der 1970er-Jahre zum Absterben der Wälder. Trotz vieler Bemühungen bei der Rekultivierung und Emissionsreduzierung ist die Belastung der Umwelt nach wie vor hoch und der Ústecký kraj gehört zu den Kreisen mit den größten Umweltschäden in Tschechien.

### Naturschutz
Im Gebiet von Ústecký kraj befinden sich eine Reihe geschützter Landschaften: der Nationalpark České Švýcarsko (Böhmische Schweiz), die Landschaftsschutzgebiete (ChKO) Labské pískovce (Elbsandsteingebirge), České Středohoří (Böhmisches Mittelgebirge), Lužické hory (Lausitzer Gebirge), Kokořínsko (Daubaer Schweiz) sowie 136 als Naturreservate und Naturdenkmäler geschützte Gebiete.

## Bevölkerung
Zum 1. Januar 2017 lebten im Kreis etwa 821.377 Einwohner, damit belegt der Kreis den fünften Rang in Tschechien. Die Bevölkerungsdichte beträgt 154,0 Einwohner/km² und liegt damit deutlich über dem Schnitt des Landes von 130 Einwohnern/km². Die höchste Bevölkerungsdichte findet man in der Braunkohlepfanne, dünn besiedelt sind das Erzgebirge und die landwirtschaftlich geprägte Gegend um Louny und Litoměřice. Der größte Ort ist die Kreisstadt Ústí nad Labem mit 93.000 Einwohnern. Der Kreis belegt den vordersten Platz bei der Geburtenrate (10,6 auf 1000 Einwohner), hat aber auch eine relativ hohe Sterberate von 10,9 auf 1000 Einwohner. Ähnlich wie im Karlovarský kraj liegt die Scheidungsrate sehr hoch: 3,8 auf 1000 Einwohner.

## Administrative Gliederung

Frühere Landkreise der Region Aussig

Die Region (kraj) setzt sich aus sieben ehemaligen politischen Bezirken (okresy) zusammen.
| Statistische Kennzahlen 2002 | Statistische Kennzahlen 2002 | Statistische Kennzahlen 2002 | Statistische Kennzahlen 2002 | Statistische Kennzahlen 2002 |
| ---------------------------- | ---------------------------- | ---------------------------- | ---------------------------- | ---------------------------- |
| Okres                        | Fläche in km²                | Einwohner1)                  | Durchschnittsalter1)         | Gemeinden                    |
| Okres Děčín (DC)             | 909                          | 130.787                      | 41,9                         | 52                           |
| Okres Chomutov (CV)          | 935                          | 124.249                      | 41,2                         | 44                           |
| Okres Litoměřice (LT)        | 1.032                        | 119.342                      | 41,9                         | 105                          |
| Okres Louny (LN)             | 1.118                        | 86.346                       | 41,5                         | 70                           |
| Okres Most (MO)              | 467                          | 112.881                      | 41,7                         | 26                           |
| Okres Teplice (TP)           | 469                          | 128.476                      | 41,7                         | 34                           |
| Okres Ústí nad Labem (UL)    | 405                          | 119.296                      | 41,5                         | 23                           |
| Summe                        | 5335                         | 821.377                      | --                           | 354                          |

1)am 1. Januar 2017

## Wirtschaft und Infrastruktur
Wirtschaftlich bedeutend für die Region ist der hohe Anteil an Bodenschätzen, vor allem Braunkohle. Die Braunkohlepfanne erstreckt sich im Nordböhmischen Becken am Fuß des Erzgebirges von der Kreisstadt Ústí nad Labem bis Kadaň. Hinzu kommen hochwertige Glas- und Gießereisande sowie Natursteine. Vier Gebiete vor allem ebenfalls am Fuß des Erzgebirges zeichnen sich durch hohe Industrieansiedlung aus: Okres Chomutov, Most, Teplice und zum Teil Ústí nad Labem. Stark vertreten sind die Branchen Energieversorgung, Bergbau, Maschinenbau, chemische Industrie und Glaserzeugung.
In den Bezirken Litoměřice und Louny hat dagegen die Landwirtschaft eine übergeordnete Rolle. Angebaut werden vor allem Gemüse und Hopfen, im Elbtal und entlang der Eger Obst. Diese Gegenden heißen auch Zahrada Čech (Garten Böhmens). Einen guten Ruf haben auch die Weine aus der Gegend um Litoměřice und in den letzten Jahren auch die Weinbaugebiete um Most. Kaum wirtschaftliche Tätigkeiten trifft man auf den Kämmen des Erzgebirges an und im Schluckenauer Zipfel nördlich von Děčín (Šluknovsko).
Ende 2002 waren 156.000 Unternehmen registriert, davon 113.000 Kleingewerbetreibende. Die meisten Unternehmen betreiben Handel. Zu den bedeutendsten Unternehmen im Kreis gehören Spolchemie, Mostecká uhelná společnost (Brüxer Kohlengesellschaft), Severočeské doly (Nordböhmische Bergwerke), Unipetrol Litvínov und die Krankenhäuser in Ústí nad Labem und Most.
Der Anteil am Bruttoinlandsprodukt betrug zum 31. Dezember 2005 6,5 %.

### Arbeitsmarkt
In der Region Aussig sind etwa 357.900 Personen beschäftigt. Der Durchschnittslohn belief sich am 31. Dezember 2005 auf 17.094 CZK und lag so unter dem Landesdurchschnitt von 19.024 CZK. Der Rückgang des Bergbaus, der Abbau der Großbetriebe und der Rückgang der landwirtschaftlichen Produktion sind Ursachen für die langfristig höchste Arbeitslosigkeit in Tschechien von etwa 7,38 % (Tschechien 4,79 %) zum 31. März 2017.

### Verkehrsinfrastruktur
Wesentliches Rückgrat der Straßeninfrastruktur bildet die Autobahn D8/E 55 (Teilfertigstellung 2006: Staatsgrenze–Trmice; Lovosice–Prag). Mit der nördlich anschließenden deutschen A 17 verbindet sie Ústí mit Dresden und Prag. Die Strecke ist Teil des paneuropäischen Verkehrskorridors Nr. 4 von Berlin nach Istanbul.
Die Europastraße 442 bildet die ost-westliche Verbindung entlang des Egergrabens über Chomutov und Louny nach Prag.
Die Schnellstraße R7 bildet eine weitere Magistrale zwischen Prag, Chomutov und weiter nach Chemnitz (Sachsen).
Die Region verfügt über ein dichtes Schienennetz. Entlang der Elbe verläuft der wichtige internationale Schienenweg Berlin-Prag-Wien/Budapest. Seit 2008 existiert ein Liniensystem im Schienenpersonennahverkehr, dass als „Regiotakt Ústecký kraj“ vermarktet wird.
Bahnstrecken in der Region
- Bahnstrecke Dresden–Děčín (linkselbisch), Bahnstrecke Praha–Děčín (linkselbisch), Bahnstrecke Kolín–Děčín (rechtselbisch)
- Bahnstrecke Ústí nad Labem–Chomutov, Bahnstrecke Chomutov–Cheb, Bahnstrecke Trmice–Bílina
- Bahnstrecke Praha–Most, Bahnstrecke Most–Moldava
- Bahnstrecke Praha–Chomutov, Bahnstrecke Chomutov–Vejprty/Reitzenhain
- Bahnstrecke Bakov nad Jizerou–Ebersbach, Bahnstrecke Rumburk–Sebnitz
- Bahnstrecke Děčín–Jedlová, Bahnstrecke Benešov nad Ploučnicí–Česká Lípa
- Bahnstrecke Teplice–Lovosice–Litoměřice-Česká Lípa-Liberec (Nordböhmische Transversalbahn)
- Bahnstrecke Děčín–Chomutov

Die Elbe ist schiffbar und ermöglicht den Zugang zur Nordsee.

## Kultur und Sozialwesen

### Bildung
In der Region befanden sich 2005/06 319 Kindergärten, 244 Grundschulen, 24 Gymnasien, 73 Fachgymnasien und 11 Einrichtungen postsekundärer Bildung. Das öffentliche Hochschulwesen ist mit der Jan Evangelista Purkyně-Universität in Ústí nad Labem vertreten. Weiters gibt es Zweigestellen der Prager ČVUT in Děčín, der Bergakademie TU Ostrava in Most und der Chemiehochschule VŠCHT in Most.

### Gesundheitswesen
Zur Verfügung stehen 5.893 Betten in 20 Krankenhäusern, am bedeutendsten die Häuser in Ústí nad Labem und Most. Daneben findet man im Kreis zehn Rehabilitationskliniken mit 1.436 Betten.

### Kulturgüter
Im Zuge der Aufhebung der Okresy als Gebietskörperschaften übernahm der Ústecký kraj Ende 2001 vom Okres Louny das Schloss Nový Hrad, das seit 1994 unter der Leitung des Regionalmuseums Louny zur touristischen Nutzung restauriert wird. Mit Beginn des Jahres 2012 wurde das Schloss in einen Zuschussbetrieb des Ústecký kraj überführt, der die Arbeiten in Eigenregie fortsetzt.

## Sehenswürdigkeiten
In Anbetracht der dichten Besiedlung bereits im frühen Mittelalter findet man in der Region eine hohe Anzahl historischer Stätten. Zu den bekanntesten gehören die romanische Rotunde auf dem sagenumwobenen Berg Říp, die gotische Kirche in Most (Brüx), das Barockschloss Duchcov, die Klöster Osek und Doksany, die Schlösser Ploskovice, Libochovice sowie die Altstädte von Úštěk, Roudnice nad Labem und der Bischofsstadt Leitmeritz. In der Festungsstadt Terezín gibt es eine Gedenkstätte für die Opfer des KZ Theresienstadt. Einige Dörfer im Bezirk Litoměřice sind denkmalgeschützt.
Trotz ihrer hohen Industrialisierung bietet die Region eine schöne Landschaft. Dazu gehören die Böhmische Schweiz und das Böhmische Mittelgebirge mit der Porta Bohemica, die Felsenstadt Tiské stěny und viele andere. Sportbegeisterte besuchen die Rennbahnen Hippodrom, Autodrom und Golfplätze in Most. Die Region ist auch mit Radwanderwegen (cyklotrasa) gut erschlossen. Hinzu kommen vorzügliche Wintersportmöglichkeiten im Erzgebirge und Lausitzer Gebirge.

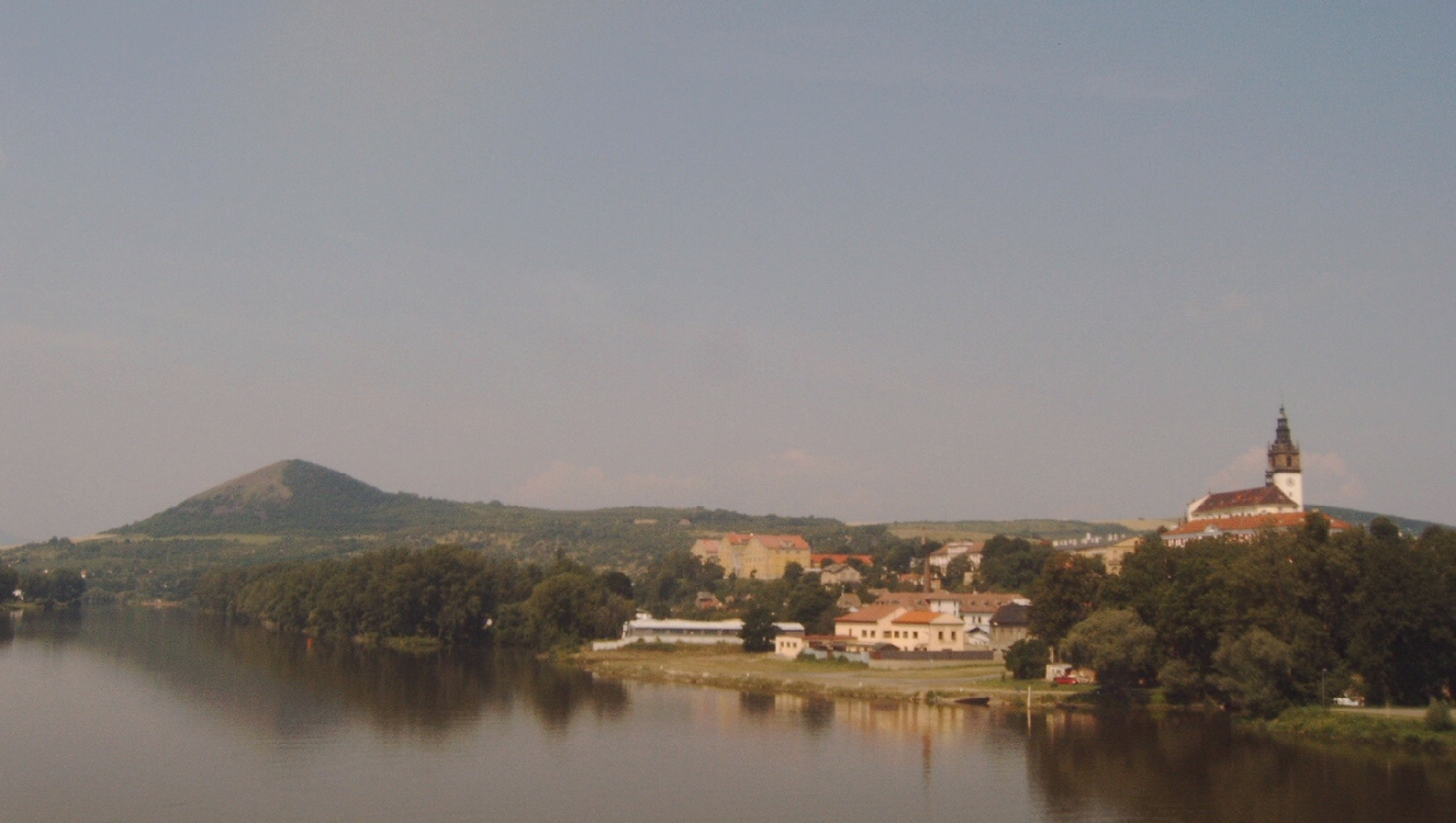
Blick auf Litoměřice von der Brücke über die Elbe
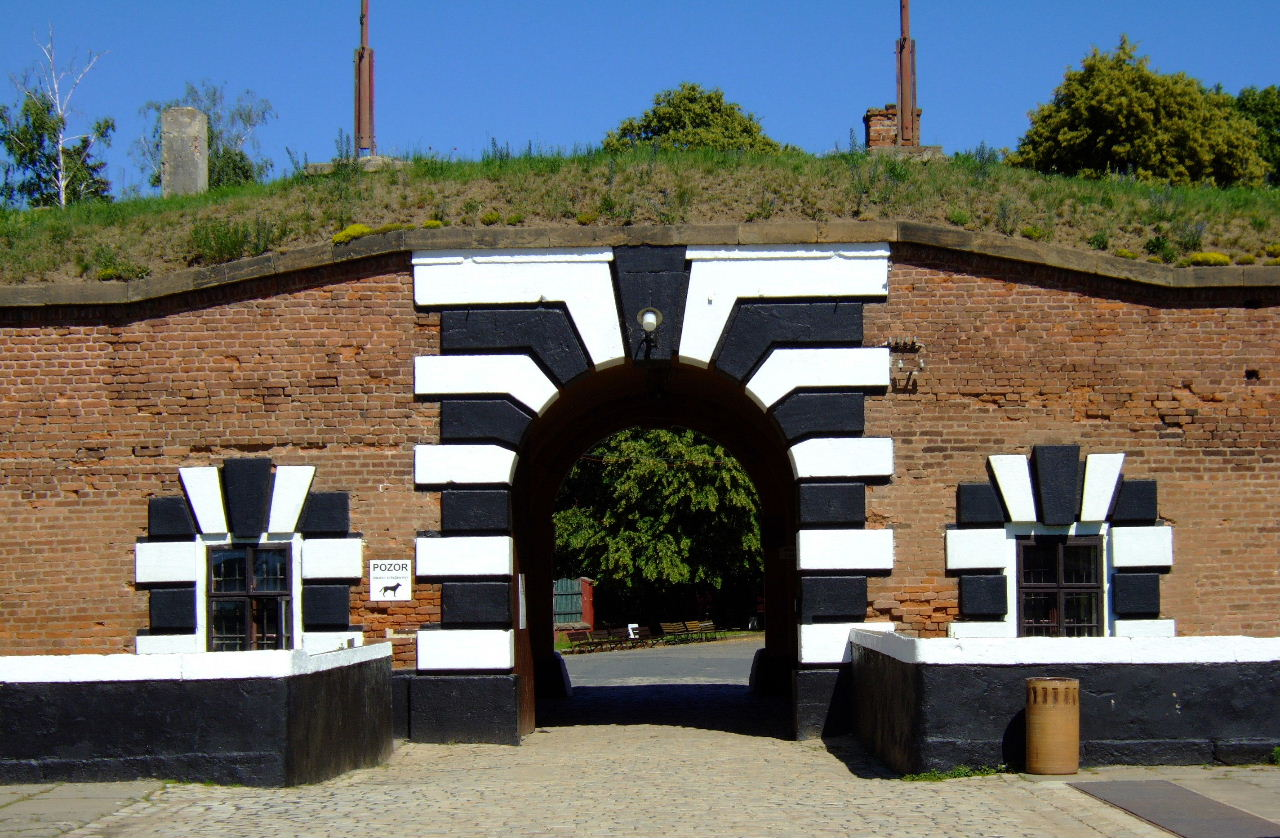
Tor der Kleinen Festung Theresienstadt
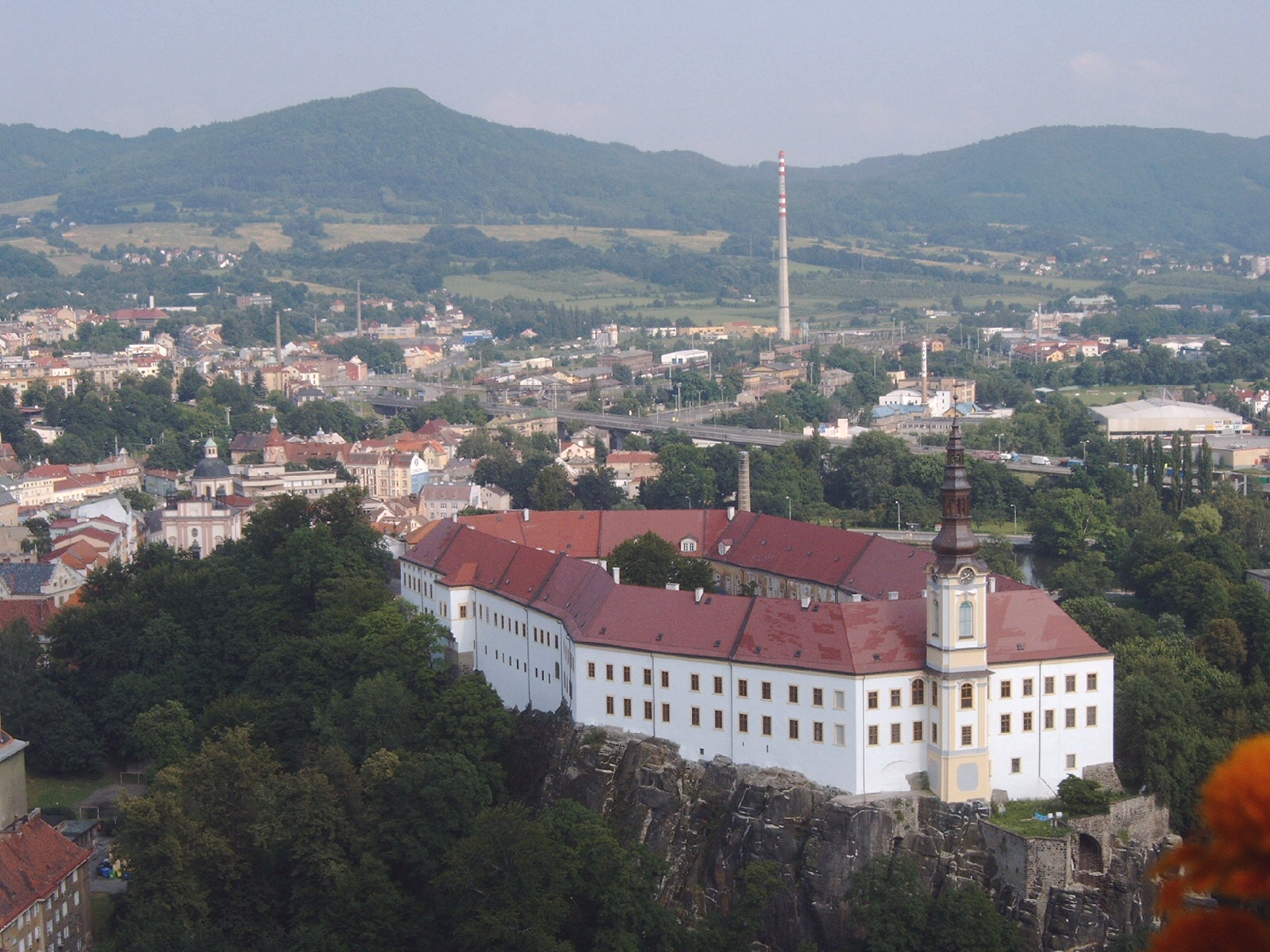
Blick von der Schäferwand (Pastýřská stěna) über Děčín
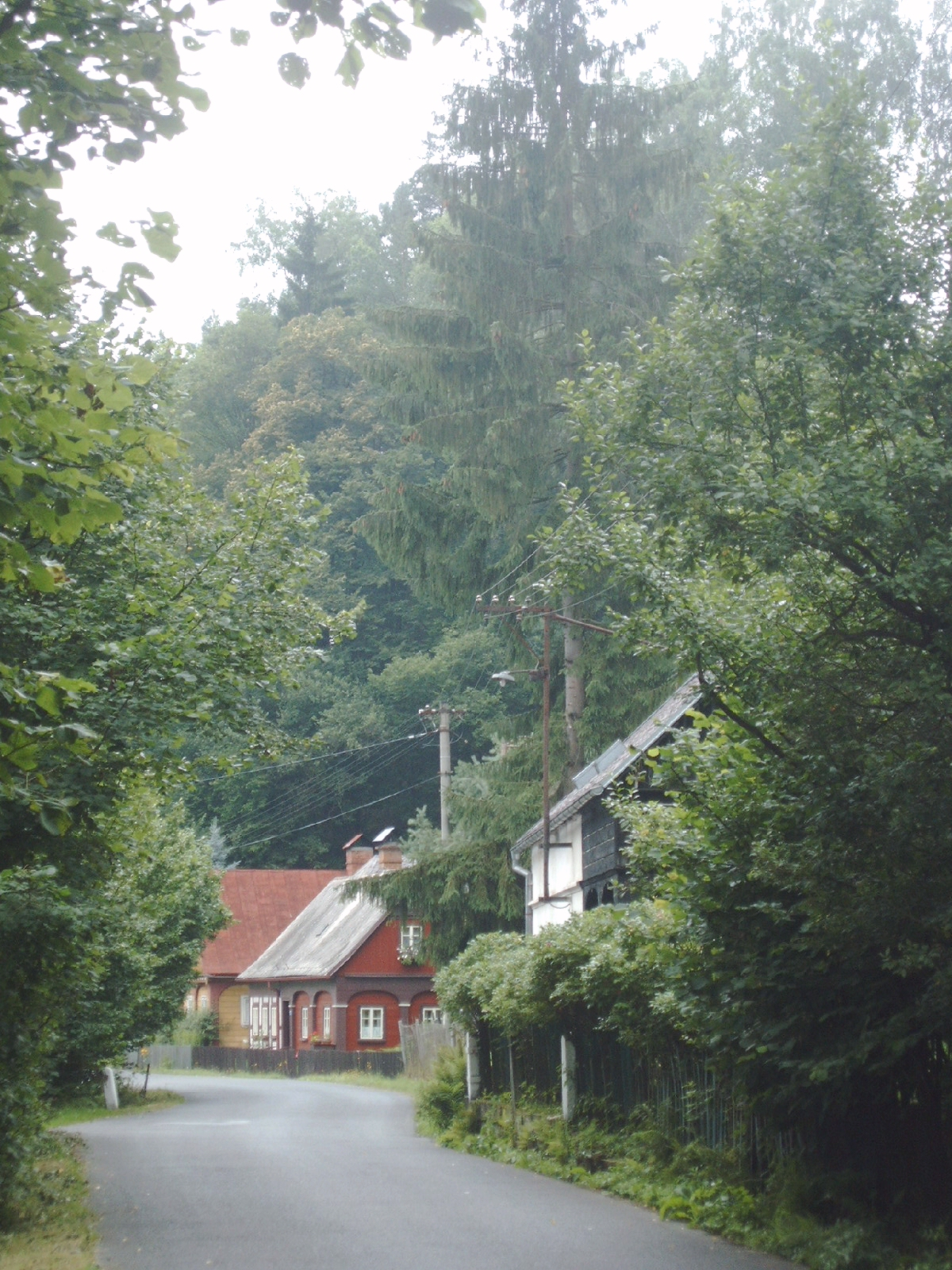
Im Tal der Kamenice – Ortsausgang Jetřichovice

## Politik
Im November 2024 wurde Richard Brabec (ANO) zum Hejtman (Landeshauptmann) des Ústecký kraj gewählt.
Zuvor war Jan Schiller (ebenfalls ANO) seit 2020 Hejtman.
Zuvor war seit dem 20. November 2012 Oldřich Bubeníček (KSČM) Hejtman. Bubeníček war der erste Politiker der KSČM in der Tschechischen Republik, der nach 1990 in einem Kráj das Amt des Hejtman übernahm. Er regierte in einer Koalition aus seiner KSČM und den Sozialdemokraten (ČSSD), welche die Positionen im Rat des Kreises (rada kraje) besetzen. Er war der dritte Hejtman des Bezirks nach Jana Vaňhová (ČSSD), die von 2008 bis 2012 amtierte und Jiří Šulc (ODS), der von 2000 bis 2008 im Amt war.
Der Rat des Kreises wird vom Regionalparlament (Zastupitelstvo kraje) gewählt.
Bei den Wahlen zum Regionalparlament (Zastupitelstvo kraje) 2016 betrug die Wahlbeteiligung 28,94 Prozent. Das Regionalparlament hat 55 Sitze, von denen ANO als stärkste politische Kraft mit 23,24 % 20 erhielt. Die in diesem Bezirk traditionell starke KSČM, welche nach den Wahlen 2012 erstmals bei einer Regionalwahl in Tschechien stärkste Kraft wurde, erreichte mit 15,82 % nur noch das zweitstärkste Ergebnis und so 13 Sitze. Die ČSSD kam mit 11,9 % auf 10 Sitze, auf die ODS entfielen mit 8,54 % 7 Sitze. Die verbleibenden 5 Sitze erhielten SPO + SPD (6,07 %). Die übrigen Stimmen wurden für Parteien abgegeben, die an der Sperrklausel von 5 Prozent für den Einzug ins Parlament scheiterten.

### Internationale Zusammenarbeit
Die internationale Zusammenarbeit bekräftigen zwei Euroregionen. Die Euroregion Elbe/Labe nimmt eine Fläche von 5400 km² ein auf der 1,4 Mio. Menschen leben. Zu ihr gehören 214 tschechische und 63 sächsische Gemeinden. Hierzu gehören Gebiete Nordböhmens, der Sächsischen Schweiz, ein Teil der sächsischen Oberelbe und des Osterzgebirges. Die Euroregion Erzgebirge/Krušnohoří bilden auf der tschechischen Seite 72 Gemeinden in den Bezirken Chomutov, Most, Louny und Teplice.